# NGC 97
NGC 97 est une galaxie elliptique située dans la constellation d'Andromède. NGC 97 a été découverte par l'astronome britannique John Herschel en 1828.

## Caractéristiques
Sa vitesse par rapport au fond diffus cosmologique est de 4 439 ± 26 km/s, ce qui correspond à une distance de Hubble de 65,5 ± 4,6 Mpc (∼214 millions d'al).
À ce jour, une mesure non basée sur le décalage vers le rouge (redshift) donnent une distance d'environ 73,9 Mpc (∼241 millions d'al), ce qui est tout juste à l'extérieur des valeurs de la distance de Hubble. Notons cependant que c'est avec la valeur moyenne des mesures indépendantes, lorsqu'elles existent, que la base de données NASA/IPAC calcule le diamètre d'une galaxie et qu'en conséquence le diamètre de NGC 97 pourrait être d'environ 29,5 kpc (∼96 200 al) si on utilisait la distance de Hubble pour le calculer.

## Groupe de NGC 108
NGC 97 fait partie du groupe de NGC 108. Ce groupe comprend au moins 5 autres galaxies : NGC 108, UGC 310, CGCG500-15, UGC 234 et MCG 5-2-11. De plus, les galaxies NGC 97 et NGC 108 forment une paire de galaxies.